# Les Oscars du film d'animation
 (octobre 2022).
Si vous disposez d'ouvrages ou d'articles de référence ou si vous connaissez des sites web de qualité traitant du thème abordé ici, merci de compléter l'article en donnant les références utiles à sa vérifiabilité et en les liant à la section « Notes et références ».
 (octobre 2022).
 (octobre 2022).
Les Oscars du film d’animation, sous-titré Secrets de fabrication de 13 courts-métrages récompensés à Hollywood, est un ouvrage consacré aux coulisses de fabrication de courts métrages d’animation ayant obtenu un Oscar,,. Il est le seul ouvrage mondial organisé sur des interviews de réalisateurs et collaborateurs ayant permis la réalisation et production de 13 films animés récompensés de ce prix, illustré par des images issues des archives des créateurs,.

## Contenu
Le livre regroupe interviews, considérations techniques et esthétiques et photographies des coulisses de la production de 13 films d’animation choisis par l’auteur correspondent à différentes techniques: Voisins (film) (Norman McLaren, 1952, animation en pixilation), Frank Film (Frank Mouris, 1973, animation de papiers découpés), Le Château de sable (Co Hoedeman, 1977, animation de sable), La Mouche (film, 1980) (Ferenc Rofusz, 1980, animation de lavis sur papier), Anna and Bella (Børge Ring, 1985, animation sur cellulo), L'Homme qui plantait des arbres (film) (Frédéric Back, 1987, animation sur cellulo givré), Balance (film) (Christoph Lauenstein & Wolfgang Lauenstein, 1989, animation de marionnettes), Manipulation (Daniel Greaves, 1991, animation sur papier, volume et pixilation), Mona Lisa Descending a Staircase (Joan C. Gratz, 1992, animation plane en pâte à modeler), Quest (film, 1996) (Tyron Montgomery, 1996, animation de marionnettes), Le Vieil Homme et la Mer (film, 1999) (Alexandre Petrov, 1999, animation de peinture sur verre), Père et Fille (film, 2000) (Michael Dudok de Wit, 2000, animation traditionnelle), Harvie Krumpet (Adam Elliot, 2003, animation de pâte à modeler en volume).

## Traductions
- (en) Secrets of Oscar-winning Animation: Behind the scenes of 13 classic short animations. Focal Press, 2007.
- (ja) コマ撮りアニメーションの秘密―オスカー獲得13作品の制作現場と舞台裏, Éditions Graphic-Sha, 2008.
- (ko) 오스카 애니메이션 올리비에 코트 | 역자: 나호원 | 다빈치.
- (es) Los Oscars de dibujos animados, Ediciones Omega 2009.
- (zh) 奥斯卡最佳动画短片:幕后手记 Jilin Press, 2009.